# 佐藤浩市
佐藤 浩市（さとう こういち、1960年〈昭和35年〉12月10日 - ）は、日本の俳優。本名同じ。
テアトル・ド・ポッシュ所属。父は俳優の三國連太郎。

## 来歴
東京都新宿区神楽坂出身。幼少期から父親の仕事場だった東映東京撮影所や日活調布撮影所や松竹大船撮影所に連れて行かれ、早くから映画俳優を志す。千代田区立富士見小学校、千代田区立九段中学校、高校（昭和第一高等学校とされる）を経て、1992年に閉校した専門学校である多摩芸術学園映画学科中退。同校在籍中の1980年（19歳の時）にNHK『続・続事件』でデビュー。
翌年出演した映画『青春の門』でブルーリボン賞新人賞受賞。丸の内東映で、スクリーンに映った自分の姿を観て感激し「俳優として生きていこう」と決意した。
20代から30代前半にかけては脇役の出演が多かったが、『あ、春』『顔』『KT』で重厚な演技を披露。これらの作品の映画賞獲得における大きな原動力となっている。演技力の高さから舞台への進出も期待されているが、「自分は映像で際立つ役者である」ことを理由に一貫して映像作品への出演を貫いている。
2012年4月、東北芸術工科大学の文芸学科客員教授に就任した。任期は2015年3月31日までの3年間。
私生活では、1986年にモデルの女性と結婚したが、手塚理美との不倫騒動もあり3年後に離婚。1993年に舞台女優、広田亜矢子（広田レオナの従妹）と再婚。前妻と現在の妻との間にそれぞれ1児ずつもうけている。現在の妻との間に生まれた息子・寛一郎は俳優。以前よりチャリティ活動やボランティアに理解を示していた妻の申し出を受け入れ、2018年頃から里親制度（フレンドホーム）を活用して、児童を一時的に預かる活動をしている。
2013年頃、心酔していた原田芳雄から歌うことを勧められ、その後原田の追悼ライブで歌を初披露した。2020年に還暦を迎えたのとデビュー40周年を記念し、初のアルバム『役者唄 60 ALIVE』を発表。以後、俳優業の傍らブルーノート東京で定期的にライブを開くなど歌手活動も行っている。
2019年5月、漫画誌『ビッグコミック』に掲載されたインタビュー記事にて、佐藤が映画『空母いぶき』で総理大臣役を演じた際に、「総理はストレスに弱くて、すぐにお腹を下してしまうっていう設定にしてもらった」「最初は絶対にやりたくないと思いました（笑）。いわゆる体制側の立場を演じることに対する抵抗感が、まだ僕らの世代の役者には残ってるんですね」などと発言していたことが波紋を呼び、潰瘍性大腸炎を患っている安倍晋三を揶揄したとして批判の声もある一方、演出上の発言であるとして擁護する意見もあった。
2021年現在のチーフマネージャーは、フジテレビジョンが展開するCS放送チャンネルであるフジテレビONE（旧:フジテレビ721）で放送されているゲームバラエティー番組『ゲームセンターCX』の「2代目AD」の笹野大司である。

## 人物

### 学生時代
新宿区神楽坂で暮らしていたが、千代田区富士見にある幼稚園に越境入園し、その流れで同区内の小中学校に進学することとなった。小学5年生の頃に両親が離婚し、以後は飲食店を営む母により育てられた。小学生時代は大人しい性格だったが、体が大きかったこともあってイジメられることはなかった。学校では友達と野球をするなどしたが、越境入学したこともあって家の近所には友達と呼べる存在はいなかった。また、一人っ子だったこともあり、帰宅後は自分で考えて一人で行動していたため、自然と自立心が育った。
先述の通り小学生の頃から映画好きとなり、地上波の映画を見たり親に連れられて映画館で鑑賞していた。中学入学後は、一人でバスに乗って新宿の三番館や池袋の文芸坐地下劇場（詳しくは新文芸坐を参照）に訪れるようになった。高校生の頃には新宿の牛込文化（ロマンポルノを上映していた三番館）で日活ロマンポルノを鑑賞し、一般映画にも劣らない独特の熱量に魅了されて足繁く通うようになった。
高校2年生の時に実家を出て新宿区早稲田で一人暮らしを始め、喫茶店でバイトをするようになった。本人は不良ではなかったが、体がでかいせいで街で会う不良などからよくケンカを売られており、基本的に相手が3人以上でなければ買っていたとのこと。広く映画の勉強をしたいとの考えから高校卒業後は多摩芸術学園映画学科に進学したが、毎日16ミリフィルムの編集ばかりやらされたことや、講師と編集をめぐる考えが合わずに1年で中退した。

### 父・三國連太郎との関係
幼少時代、父の三國が家出という形で離婚し母に育てられたため、三國との間に確執があった。子供時代はたまにしか親子3人で食卓を囲めないことを非常に苦痛に感じていた。先述の通り幼い頃に三國に連れられて行った映画撮影所で、スタッフ陣や役者たちの働く様子を見て映画の世界の厳しさを感じながらも、俳優業をする父の姿を見て格好いいと思ったことから、小学生の頃に漠然とではあるが役者に憧れ始めた。
多摩芸術学園映画学科中退前後の頃、父の知り合いからNHKのドラマ『続・続事件』のオーディションに誘われ、父に俳優になるつもりであることを報告した上で、役者デビューした。
1986年の映画『人間の約束』で父子初共演。この時点でお互いのわだかまりは消えておらず、直接関わり合う場面は少なかった。
遡ってデビューからしばらくは、どの撮影現場でも「（演技などが）できてない！」と罵倒され、できるまで何度もやらされた。当時本人は知らぬ間に周りに悪い印象を与えていたのか、ほどなくして制作スタッフから陰で“佐藤浩市は生意気だ”と評されるようになったという。30代の頃、その噂を耳にした三國から「生かされてあればこそ」と一筆したためられた書を渡されたのを機に、撮影現場での立ち居振る舞いを気にかけるようになり、役者として成長することができたとのこと。
1996年に公開された映画『美味しんぼ』では、雄山役のオファーがあった三國が「主演を佐藤にして親子対決にすること」を提案した。製作会見では互いを「三國さん」「佐藤くん」と他人のように呼び、佐藤が「俳優はサービス業」と発言すると、三國が「サービス業などという考え方は間違っている」と発言。映画の発表会見らしからぬ険悪な雰囲気となり、共演の羽田美智子も言葉を失っていた。だが、後に公開されたメーキング映像では、撮影の合間に2人が談笑する様子も収められている。
2000年代に入ると徐々に親子関係は改善の兆しを見せ、いつの間にか親子間の距離も縮まり、自然に和解するような形となった。その「自然な和解」後の2008年ANAの親子共演CMでは仲睦まじい姿を見せており、2009年に出演した『徹子の部屋』では父のことを「努力の人」と語っている。

## 趣味嗜好
趣味等では、芸能界屈指のゴルフ好きであり、頻繁に練習場を訪れている。「フジサンケイクラシック」、「サントリーオープン」、「日本メディアシステムカップ」などの大会に出場しアマチュア部門で優勝したこともある。年末年始は毎年オーストラリアで明石家さんまや中村勘三郎などとゴルフなどして過ごす。また、俳優の中井貴一やとんねるずの木梨憲武とはゴルフ仲間であり、これにヒロミを加えた4人のゴルフ番組がテレビ朝日系列で不定期に放送されている。
江口洋介とは付き合いの長い友人関係を築いている。オダギリジョーとはオダギリの初主演作で出世作仮面ライダークウガの現場を息子の寛一郎と共に訪ねた時からの仲である

また、20代からの競馬好きであり、馬のいない東京競馬場のターフビジョンでレースを見るのが楽しいと語る。大泉洋、小池徹平、蒼井優らと共演したJRAのCM『CLUB KEIBA』も話題となった。また、ペットの亀に競走馬の「トウカイテイオー」の名前をつけた。
音楽鑑賞、特にヘヴィメタルを好む。
横浜DeNAベイスターズ（大洋ホエールズ時代から）のファンである。

## 映画エピソード
『犬死にせしもの』で組んだ井筒和幸と一緒に映画館でクリント・イーストウッドの『ペイルライダー』を鑑賞した。イーストウッドの大ファンであり、とりわけマカロニウエスタンの『夕陽のガンマン』や『続・夕陽のガンマン』が好きで、イーストウッド以外にも『続・荒野の用心棒』やフランコ・ネロ、ジュリアーノ・ジェンマなどもファンで、テレビの洋画劇場育ちもあり山田康雄や小林清志、野沢那智、納谷悟朗の吹き替えを好む。
前述の井筒は著書で、佐藤の父の三国が主演した水上勉原作・内田吐夢監督『飢餓海峡』を「日本映画の最高傑作！」とまで絶賛しているが、『犬死にせしもの』撮影終了後に「お父さんが演じた飢餓海峡を、いつかやろうよ」とリメイクを仄めかしたことを書いている。
アメリカン・ニューシネマの世代であるが「アメリカン・ニューシネマと言われているもののほとんどが駄作だと思っているんです」と評し、「だけど、その中でもポール・ニューマン主演の『暴力脱獄』という映画は凄く好きでしたね」と言っている。またデヴィッド・リンチ監督のファンでもあり、「『ロスト・ハイウェイ』は凄く面白いのでオススメです」とも言っている。70mmフィルムの大作映画が上映されていた世代でもあり、70mmフィルムの『ポセイドン・アドベンチャー』や『ベン・ハー』を見たのが映画館の思い出であるとも語っている。

## 出演

### テレビドラマ
- 続・続 事件 月の景色（1980年、NHK総合） - 主演・月崎守 役
- ダウンタウン物語（1981年、日本テレビ） - 白浜健 役
- 火曜サスペンス劇場（日本テレビ）
  - 「あの三億円事件の真相は?父と子の炎」（1981年10月27日） - 横溝和彦 役
  - 「危機一髪の女」（1982年5月18日）
  - 「甦った演技」（1984年6月5日）
  - 「あしながおじさん殺人事件」（1989年11月14日） - 主演
  - 「夢を喰う男」（1990年11月27日） - 主演・江崎晃一 役
- 俺はご先祖さま（1981年 - 1982年、日本テレビ） - 宮下五郎 役
- 女かじき特急便（1982年、日本テレビ） - マサオ 役
- 日立テレビシティ 愛と炎の砂漠－時の扉－（1982年、TBS）
- ドラマ人間模様（NHK総合）
  - 夕暮れて（1983年） - 瀬島恒夫 役
  - シャツの店（1986年） - 磯島秀一 役
- 新鋭ドラマシリーズ「ひとりぼっちのオリンピック」（1983年3月20日、TBS） - 主演・津田真男 役
- 青が散る（1983年 - 1984年、TBS） - 金子慎一 役
- 西部警察 PART-III 第52話（1984年、テレビ朝日） - 菅野辰男 役 ※クレジットで「佐藤浩一」と誤表記
- ザ・ハングマンIV（1984年 - 1985年、朝日放送） - クレイ / 竜村新兵 役
- 水曜ロードショー特別企画「CF愚連隊」（1985年5月8日、日本テレビ） - 主演
- ガンコおやじに敬礼!（1985年、TBS） - 岩倉健 役
- 武蔵坊弁慶（1986年、NHK総合） - 源義仲 役
- ザ・ハングマンV（1986年、テレビ朝日） - ファルコン / 伊吹賢司 役
- 現代恐怖サスペンス「イジメは高くつく」（1986年9月22日、関西テレビ） - 主演
- 水曜ドラマスペシャル（TBS）
  - 「私はポルノ女優・小夜子の恋」（1986年11月5日）
  - 「温泉サギ師」（1986年12月31日）
- 隠密・奥の細道（1988年 - 1989年、テレビ東京） - 主演・六郎太 役
- 火曜スーパーワイド「湯の町駅伝」（1988年11月8日、テレビ朝日） - 主演
- 大河ドラマ（NHK総合）
  - 翔ぶが如く（1990年） - 坂本竜馬 役
  - 炎立つ（1993年 - 1994年） - 源義家 役
  - 新選組!（2004年） - 芹沢鴨 役
  - 鎌倉殿の13人（2022年） - 上総広常 役[24]
  - どうする家康（2023年） - 真田昌幸 役[25]
- 阿刀田高サスペンス「法則のある死体たち」（1990年7月16日、関西テレビ） - 主演
- 泥棒に手を出すな!（1990年、テレビ東京） - 主演・今野淳一 役
- TBS大型時代劇スペシャル「武田信玄」（1991年1月1日、TBS） - 上杉謙信 役
- 世にも奇妙な物語（フジテレビ）
  - 「ライバル」（1991年4月18日） - 主演・松永信太郎 役
  - 「悲鳴」（1991年11月28日） - 主演・村岡定男 役
  - 「知らなすぎた男」（2002年10月3日） - 主演・諸沢英次 役
- 松本清張作家活動40年記念「砂の器」（1991年10月1日、テレビ朝日） - 和賀英良 役
- クリスマススペシャル「10年目のクリスマス・イブ 愛していると私から」（1991年12月23日、テレビ朝日） - 主演・片桐六助 役
- リツ子、その愛その死（1992年4月6日、テレビ東京） - 檀一雄 役
- 親愛なる者へ（1992年、フジテレビ） - 奥寺勢一郎 役
- ホテルドクター（1993年、朝日放送） - 主演・力丸良平 役
- 素晴らしきかな人生（1993年、フジテレビ） - 穂坂新平 役
- 横浜心中（1994年、日本テレビ） - 主演・上條修平 役
- 天上の青（1994年12月、NHK BS2） - 主演・宇野富士男 役
- 恋も2度目なら（1995年、日本テレビ） - 小野新三郎 役
  - 恋も2度目ならスペシャル（1995年10月11日、日本テレビ）
- 恋人よ（1995年、フジテレビ） - 鴻野遼太郎 役
- 金曜エンタテイメント（フジテレビ）
  - 「阿部一族」（1995年11月24日） - 阿部弥五兵衛 役
  - 「忠臣蔵1/47」（2001年12月28日） - 大石内蔵助 役
- 土曜ワイド劇場「棟居刑事シリーズ」（1996年 - 2000年、テレビ朝日） - 主演・棟居弘一良 役
- 翼をください!（1996年、フジテレビ） - 澤木広志 役
- 恋のバカンス Special（1997年10月1日、日本テレビ） - 坂井龍之介 役
- タブロイド（1998年、フジテレビ） - 桐野卓 役
- ザ・ハングマン MISSION-2000（1999年、朝日放送） - 天才外科医 矢吹 役
- アフリカの夜（1999年、フジテレビ） - 木村礼太郎 役
- 独身生活（1999年、TBS） - 山岸真一 役
- 天気予報の恋人（2000年、フジテレビ） - 主演・矢野克彦 役
- リミット もしも、わが子が…（2000年、日本テレビ） - 片野坂泰裕 役
- ある日、嵐のように（2001年、NHK総合） - 土屋和彦 役
- 月曜ミステリー劇場「逆転の夏」（2001年9月3日、TBS） - 主演・山本洋司 役
- 天国への階段（2002年、日本テレビ） - 主演・柏木圭一 役
- 松本清張没後10周年企画「疑惑」（2003年3月22日、テレビ朝日） - 主演・秋谷茂一 役
- サスペンス特別企画「龍神町龍神十三番地」（2003年6月26日、TBS） - 主演・梅沢信介 役
- 高原へいらっしゃい（2003年、TBS） - 主演・面川清次 役
- プライド（2004年、フジテレビ） - 兵頭雄一郎 役
- TBSテレビ放送50周年スペシャルドラマ「青春の門〜筑豊編〜」（2005年3月21日・22日、TBS） - 羽根沢正道 役
- クライマーズ・ハイ（2005年12月10日・17日、NHK総合） - 主演・悠木和雅 役
- けものみち（2006年、テレビ朝日） - 小滝章二郎 役
- サプリ（2006年、フジテレビ） - 今岡響太郎 役
- 天国と地獄（2007年9月8日、テレビ朝日） - 主演・権藤金吾 役
- 風の果て（2007年、NHK総合） - 主演・桑山又左衛門 役
- 本当と嘘とテキーラ（2008年5月28日、テレビ東京） - 主演・尾崎章次 役
- 土曜プレミアム「誰も守れない」（2009年1月24日、フジテレビ） - 主演・勝浦卓美 役
- 警官の血（2009年2月、テレビ朝日） - 加賀谷仁 役
- 官僚たちの夏（2009年、TBS） - 主演・風越信吾 役
- SAMURAI CODE（2010年、テレビ東京） - 主演・須藤康平 役
- わが家の歴史（2010年4月9日 - 11日、フジテレビ） - 鬼塚大造 役
- パンドラII 飢餓列島（2010年、WOWOW） - 主演・鈴木護 役
- 夏の恋は虹色に輝く 第9話（2010年、フジテレビ） - 高見誠 役
- 最後の晩餐 〜刑事・遠野一行と七人の容疑者〜（2011年5月14日、テレビ朝日） - 主演・遠野一行 役
  - 陽はまた昇る（2011年、テレビ朝日） - 主演・遠野一行 役
- アンフェア the special ダブル・ミーニング〜二重定義（2011年9月23日、関西テレビ） - 一条道孝 役（特別出演）
- 終着駅〜トワイライトエクスプレスの恋（2012年3月20日、TBS） - 主演・森啓介 役
- ブラックボード〜時代と戦った教師たち〜 第2夜（2012年4月6日、TBS） - 主演・後藤明 役
- 鍵のかかった部屋（2012年、フジテレビ） - 芹沢豪 役
  - 鍵のかかった部屋新春SP（2014年1月3日、フジテレビ） - 芹沢豪 役
- 女信長（2013年4月5日・6日、フジテレビ） - 服部半蔵 役
- 怪物（2013年6月27日、読売テレビ） - 主演・香西武雄 役
- ドラマ特別企画「LEADERS リーダーズ」（2014年3月22日・23日、TBS） - 主演・愛知佐一郎 役
- TEAM -警視庁特別犯罪捜査本部- 第5話（2014年、テレビ朝日） - 八神創 役
- オリエント急行殺人事件（2015年1月11日・12日、フジテレビ） - 藤堂修 役
- ハッピー・リタイアメント（2015年10月18日、テレビ朝日） - 主演・樋口慎太郎 役
- 坊っちゃん（2016年1月3日、フジテレビ） - 物理学校校長 役[26]
- 月曜名作劇場「陰の季節」（2016年4月18日・25日、TBS） - 三上義信 役
- ドラマスペシャル「狙撃」（2016年10月2日、テレビ朝日） - 鎮目竜二 役[27]
- 連続ドラマW 「石つぶて〜外務省機密費を暴いた捜査二課の男たち〜」（2017年11月5日 - 12月24日、WOWOW） - 主演・木崎睦人 役
- テレビ東京開局55周年特別企画ドラマスペシャル『Aではない君と』（2018年9月21日、テレビ東京） - 主演・吉永圭一 役[28]
- 連続ドラマW コールドケース2 〜真実の扉〜 第4話（2018年11月3日、WOWOW） - 寺山直也 役
- 連続ドラマW 太陽は動かない（2020年5月24日 - 6月28日、WOWOW） - 風間武 役
- 桶狭間 OKEHAZAMA〜織田信長〜（2021年3月26日、フジテレビ） - 斎藤道三 役
- 昔話法廷『桃太郎裁判』（2021年3月29日、NHK Eテレ） - 梅原佑 役
- オリバーな犬、 (Gosh!!) このヤロウ（NHK総合） - 小西幸男 役
  - シーズン1（2021年9月17日 - 10月1日）[29]
  - シーズン2（2022年9月20日 - 10月4日） [30]
- 新春ドラマスペシャル 優しい音楽〜ティアーズ・イン・ヘヴン 天国のきみへ（2022年1月7日、テレビ東京） - 広木克彦 役[31]
- となりのチカラ（2022年1月20日、テレビ朝日） - 大御所歌手 役[32]
- ONE DAY〜聖夜のから騒ぎ〜（2023年10月9日 - 12月18日、フジテレビ） - 真礼 役[33]
- 119エマージェンシーコール（2025年1月13日 - 3月31日、フジテレビ） - 堂島信一 役[34]
- 地震のあとで 第4話『続・かえるくん、東京を救う』（2025年4月26日、NHK総合） - 主演・片桐 役[35][36]
- 大追跡〜警視庁SSBC強行犯係〜（2025年7月9日 - 、テレビ朝日） - 久世俊介 役[37]
- シミュレーション 〜昭和16年夏の敗戦〜（2025年8月16日・17日、NHK総合） - 東條英機 役[38]
- ザ・ロイヤルファミリー（2025年10月〈予定〉 - 、TBS） - 山王耕造 役[39]

### 配信ドラマ
- Jimmy〜アホみたいなホンマの話〜（2018年、Netflix） - 三宅恵介 役[40]
- 潜入捜査官 松下洸平（2023年9月5日 - 19日、TVer）[41][42]
- 龍が如く〜Beyond the Game〜（2024年10月25日 - 、Amazon Prime Video） - 世良勝 役[43]
- 匿名の恋人たち（2025年10月16日配信予定、Netflix） - 藤原俊太郎 役[44]

### 映画
- 青春の門（1981年1月15日公開、東映） - 伊吹信介 役
- マノン（1981年9月26日公開、東宝東和） - 至 役
- 青春の門 自立篇（1982年1月23日公開、東映） - 主演・伊吹信介 役
- 道頓堀川（1982年6月12日公開、松竹） - 政夫 役
- 次郎長青春篇 つっぱり清水港（1982年12月28日公開、松竹） - 桶屋の鬼吉 役
- 日本海大海戦 海ゆかば（1983年6月4日公開、東映） - 大上勇作 役
- 南極物語（1983年7月23日公開、日本ヘラルド） - 戸田 役
- 魚影の群れ（1983年10月29日公開、松竹富士） - 依田俊一 役
- 北の螢（1984年公開、東映） - 弥吉 役
- 蜜月（1984年公開、ATG） - 主演・村上哲明 役
- Mishima: A Life In Four Chapters（1985年・日本未公開、ワーナー・ブラザース） - 柏木 役
- ペンギンズ・メモリー 幸福物語（1985年6月22日公開、東宝東和） - 主演・マイク・デイビス 役 ※声の出演
- ラブホテル（1985年8月3日公開、にっかつ） - タクシー運転手 役
- ブレイクタウン物語（1985年8月24日公開、にっかつ） - 浩二 役
- KIDS（1985年9月14日公開、松竹富士） - 西河隆一 役
- デスパウダー(1986年公開、泉谷しげる監督作品） - 主演・キヨシ 役
- 犬死にせしもの（1986年4月19日公開、松竹） - 鬼庄 役
- 蕾の眺め（1986年4月26日公開、にっかつ） - ケンゾ 役
- 野ゆき山ゆき海べゆき（1986年10月4日公開、ATG） - 青木中尉 役
- 人間の約束（1986年公開、東宝東和） - 吉川刑事 役
- 瀬戸内少年野球団・青春篇 最後の楽園（1987年1月24日公開、日本ヘラルド） - 唐木 役
- さらば愛しき人よ（1987年公開、松竹） - 木内義政 役
- 敦煌（1988年6月25日公開、東宝） - 主演・趙行徳 役
- ころがし涼太 -激突!モンスターバス-（1988年公開、にっかつ） - 写真館主 役
- 文学賞殺人事件 大いなる助走（1989年1月28日公開、東映クラシックフィルム） - 主演・市谷京二 役
- 社葬（1989年公開、東映） - 岡部恭介 役
- チャイナシャドー（1990年5月12日公開、日本ヘラルド・香港） - 北山アキラ 役
- 流転の海（1990年11月3日公開、東宝） - 辻堂忠 役
- カレンダー if just now（1991年5月11日公開、東映クラシックフィルム） - 作業服の男 役
- 超少女REIKO（1991年11月16日公開、東宝） - 山川教諭 役
- C（コンビニエンス）・ジャック（1992年1月18日公開、東京テアトル） - カルロス 役
- 結婚 佐藤・名取御両家篇（1993年4月24日公開、松竹） - 主演・裕一 役
- トカレフ（1994年3月5日公開、ヘラルド・エース） - 松村計 役
- 忠臣蔵外伝 四谷怪談（1994年10月22日公開、松竹） - 主演・民谷伊右衛門 役
- プ（1995年公開、パルコ） - 主演・キショウレ 役
- GONIN（1995年9月23日公開、松竹） - 主演・万代樹彦 役
  - GONIN2（1996年6月29日公開）
- 美味しんぼ（1996年4月13日公開、松竹） - 主演・山岡士郎 役
- 30 -thirty-（1997年9月27日公開、パル企画） - 鈴木 役
- Lie lie Lie（1997年公開、東映） - 主演・波多野善二 役
- らせん（1998年1月31日公開、東宝） - 主演・安藤満男 役
- あ、春（1998年公開、松竹） - 主演・韮崎紘 役
- 顔（2000年8月12日公開、東京テアトル） - 池田彰 役
- ホワイトアウト（2000年8月19日公開、東宝） - 宇津木弘貴 役
- 新・仁義なき戦い。（2000年公開、東映） - 中平淳史 役
- うつつ（2002年公開、日活） - 主演・池島隆一 役
- KT（2002年5月3日公開、シネカノン・韓国） - 主演・富田満州男 役
- 壬生義士伝（2003年1月18日公開、松竹） - 斎藤一 役
- 魔界転生（2003年4月26日公開、東映） - 柳生十兵衛 役
- 蛇イチゴ（2003年公開、ザナドゥー）
- ROCKERS（2003年9月27日公開、ギャガ・コミュニケーションズ） - 眼科医人見 役
- 感染（2004年10月2日公開、東宝） - 主演・秋葉清一 役
- 海猫（2004年11月13日公開、東映） - 赤木邦一 役
- 亡国のイージス（2005年7月30日公開、日本ヘラルド） - 渥美大輔 役
- THE 有頂天ホテル（2006年1月14日公開、東宝） - 武藤田勝利 役
- 雪に願うこと（2006年公開、ビターズ・エンド） - 矢崎威夫 役
- 陽気なギャングが地球を回す（2006年公開、松竹） - 響野 役
- スターフィッシュホテル（2006年公開、ファントム・フィルム） - 主演・有須 役
- 暗いところで待ち合わせ（2006年公開、ファントム・フィルム） - 松永トシオ 役
- 愛の流刑地（2007年公開、東宝） - 脇田俊正 役
- 天然コケッコー（2007年公開、アスミック・エース） - 右田一将 役
- スマイル 聖夜の奇跡（2007年公開、東宝） - ゴルフコーチ 役（友情出演）
- スキヤキ・ウエスタン ジャンゴ（2007年公開、ソニー・ピクチャーズ エンタテインメント） - 平清盛 役
- 花影（2008年公開、アステア） - 舞台監督 役
- ザ・マジックアワー（2008年6月7日公開、東宝） - 主演・村田大樹 役
- 闇の子供たち（2008年公開、ゴー・シネマ） - 梶川克仁 役
- 釣りバカ日誌19 ようこそ!鈴木建設御一行様（2008年10月25日公開、松竹） - 鈴木建設本間総務部長 役
- 秋深き（2008年公開、ビターズ・エンド） - インケツノ松 役
- 次郎長三国志（2008年公開、角川） - 黒駒の勝蔵 役
- The ショートフィルムズ／みんな、はじめはコドモだった「展望台」（2008年公開、リトルバード）
- 感染列島（2009年1月17日公開、東宝） - 安藤一馬 役（友情出演）
- 誰も守ってくれない（2009年1月24日公開、東宝） - 主演・勝浦卓美 役
- 少年メリケンサック（2009年公開、東映） - 作並秋夫 役
- アマルフィ 女神の報酬（2009年7月18日公開、東宝） - 藤井昌樹 役
- カムイ外伝（2009年公開、松竹） - 水谷軍兵衛 役
- ヘヴンズ ストーリー（2010年10月2日公開、ムヴィオラ） - 波田 役
- 最後の忠臣蔵（2010年12月18日公開、ワーナー・ブラザース） - 主演・寺坂吉右衛門 役
- これでいいのだ!!映画★赤塚不二夫（2011年公開、東映） - 佐々木勝一 役
- 大鹿村騒動記（2011年公開、東映） - 越田一平 役
- アンフェア the answer（2011年9月17日公開、東宝） - 一条道孝 役
  - アンフェア the end（2015年9月5日公開）
- ステキな金縛り（2011年公開、東宝） - 村田大樹 役
- あなたへ（2012年8月25日公開、東宝） - 南原慎一 役
- のぼうの城（2012年11月2日公開、アスミック・エース） - 正木丹波守利英 役
- 草原の椅子（2013年公開、東映） - 主演・遠間憲太郎 役
- 遺体 明日への十日間（2013年2月23日公開、ファントム・フィルム） - 下泉道夫 役
- 許されざる者（2013年9月13日公開、ワーナー・ブラザース） - 大石一蔵 役
- 人類資金（2013年10月19日公開、松竹） - 主演・真舟雄一 役
- 清須会議（2013年11月9日公開、東宝） - 池田恒興 役
- 幕末高校生（2014年7月26日公開、東映） - 西郷隆盛 役
- バンクーバーの朝日（2014年12月20日公開、東宝） - 笠原清二 役
- 愛を積むひと（2015年6月20日公開、アスミック・エース・松竹） - 主演・小林篤史 役
- HERO（2015年7月18日公開、東宝） - 松葉圭介 役
- ギャラクシー街道（2015年10月24日公開、東宝） - 村田大樹 役
- 起終点駅 ターミナル（2015年11月7日公開、東映） - 主演・鷲田完治 役
- 64-ロクヨン- 前編/後編（2016年5月7日・6月11日公開、東宝） - 主演・三上義信 役
- 続・深夜食堂（2016年11月5日公開、東映） - 石田 役
- 花戦さ（2017年6月3日公開、東映） - 千利休 役[45]
- 北の桜守（2018年3月10日公開、東映） - 菅原信治 役[46]
- 友罪（2018年5月25日公開、ギャガ） - 山内修司 役
- こんな夜更けにバナナかよ 愛しき実話（2018年12月28日公開、松竹） - 田中猛 役（友情出演）
- 雪子さんの足音（2019年2月16日公開、旦々舎）
- 空母いぶき（2019年5月24日公開、キノフィルムズ） - 垂水慶一郎 役[47]
- 町田くんの世界（2019年6月7日公開、ワーナー・ブラザース映画） - 日野 役[48]
- ザ・ファブル（2019年6月21日公開、松竹） - ボス 役[49]
  - ザ・ファブル　殺さない殺し屋（2021年6月18日公開）
- 記憶にございません!（2019年9月13日公開、東宝） - 古郡 役
- 楽園（2019年10月18日公開、KADOKAWA） - 田中善次郎 役
- Fukushima 50（2020年3月6日公開、松竹、KADOKAWA） - 伊崎利夫 役[50]
- 一度も撃ってません（2020年7月3日、キノフィルムズ） - 児玉道夫 役
- 銃2020（2020年7月10日、KATSU-do） - 和成 役
- サイレント・トーキョー（2020年12月4日、東映） - 主演・朝比奈仁 役
- 太陽は動かない（2021年3月5日、ワーナー・ブラザース映画） - 風間武 役
- 騙し絵の牙（2021年3月26日、松竹） - 東松 役[51]
- MIRRORLIAR FILMS Season2『IMPERIAL大阪堂島出入橋』（2022年2月18日、イオンエンターテイメント）- 主演[52]
- 20歳のソウル（2022年5月27日、日活） - 高橋健一 役[53][54]
- キングダム2 遥かなる大地へ（2022年7月15日、東宝 / ソニー・ピクチャーズ エンタテインメント） - 呂不韋 役[55]
  - キングダム 運命の炎（2023年7月28日）[56]
  - キングダム 大将軍の帰還（2024年7月12日）[57]
- ファミリア（2023年1月6日、キノフィルムズ） - 駒田隆 役[58]
- 映画ネメシス 黄金螺旋の謎（2023年3月31日、ワーナー・ブラザース映画） - 窓 役[59]
- 仕掛人・藤枝梅安 第二作（2023年4月7日） - 井上半十郎 役[60]
- せかいのおきく（2023年4月28日、東京テアトル / U-NEXT / リトルモア） - 源兵衛 役[61]
- 大名倒産（2023年6月23日、松竹） - 一狐斎 役[62]
- 中洲のこども（2023年6月30日、アルファープロデュース） - 伏見源太 役[63]
- 春に散る（2023年8月25日、ギャガ） - 主演・広岡仁一 役[注釈 8][64][65]
- 愛にイナズマ（2023年10月27日、東京テアトル）[66][67]
- 罪と悪（2024年2月2日、ナカチカピクチャーズ） - 笠原 役[68][69]
- 明日を綴る写真館（2024年6月7日、アスミック・エース） - 牧嘉太郎 役[70]
- 箱男（2024年8月23日、ハピネットファントム・スタジオ）- 軍医 役[71]
- 父と僕の終わらない歌（2025年5月23日、ソニー・ピクチャーズ エンタテインメント）[72]
- THE オリバーな犬、 (Gosh!!) このヤロウ MOVIE（2025年9月26日公開予定、エイベックス・フィルムレーベルズ） - 小西幸男 役[73][74]
- アフター・ザ・クエイク（2025年10月3日公開予定、ビターズ・エンド） - 主演・片桐 役[75]
- てっぺんの向こうにあなたがいる（2025年10月31日公開予定、キノフィルムズ） - 多部正明 役[76][77]
- 栄光のバックホーム（2025年11月28日公開予定、ギャガ） - 門倉勉 役[78]

### ドキュメンタリー
- 敦煌莫高窟・美の全貌（2008年、NHK総合） - ナレーション
- プロフェッショナル 仕事の流儀 高倉健インタビュースペシャル（2012年9月10日、NHK総合） - 映画「あなたへ」の共演者として出演
- TOYOTA MARK X × GOETHEスペシャル番組「MUSEな君と。」（2012年10月 - 12月） - ナビゲーター
- 戦後70年 千の証言スペシャル「私の街も戦場だった」（2015年3月9日、TBS） - ナビゲーター[79]

### その他の出演番組
- 浩市・貴一・ヒロミも大興奮!超豪華アスリート総出演!!木梨憲武メジャー制覇の旅（2004年6月13日、テレビ朝日）
- 憲武・浩市・貴一・ヒロミの世界殿堂に挑戦するぞ!SP（2004年7月14日、テレビ朝日）
- 憲武・浩市・貴一・ヒロミの世界最高峰を体感SP 〜僕たちの全英オープン〜 （2004年12月25日、テレビ朝日）
- 土曜スタジオパーク『鎌倉殿の１３人』特集（2022年4月16日、NHK総合）
- アッコのいいかげんに1000回（2023年9月2日、ニッポン放送）

### CM
- 第一三共ヘルスケア
  - 「ミノン」（旧・山之内製薬、1985年）[80]
  - 「リゲイン」（旧・三共、1997年 - 1999年）
  - 「カロヤンジェルローション1」(旧・第一製薬)
- トヨタ自動車
  - 「マークX」
  - 「TNGA STORY」（2015年） - 大西 役[81]
- 本田技研工業「メットインタクト」（1987年）
- 宝酒造「純」
- 明星食品「中華三昧」
- キリンホールディングス
  - キリンビール
    - 「冬仕立て」（1994年）
    - 「キリン一番搾り生ビール」（2003年 - 2008年） ※富田靖子と共演
    - 「麒麟淡麗〈生〉」（2009年 - 2012年）
    - 「淡麗W」（2009年 - 2012年）

  - キリンビバレッジ「にっぽん米茶」（2013年）
- JCB「いくつかのJCBにできること」
- サントリー
  - 「リザーブ10年」（1996年 - 1998年）
  - 「－196度 極キレ」（2016年）[82]
- 第一三共ヘルスケア
- J-PHONE（1997年 - 1999年）※関西地区
- 日産自動車「ローレル (C35)」（1998年）
- ポッカ「じっくりコトコト煮込んだスープ」
- JRA「CLUB KEIBA」（2008年 - 2010年） ※大泉洋、蒼井優、小池徹平、マツコ・デラックス・光浦靖子と共演
- ANA「プレミアムクラス」（2008年） ※父・三國連太郎と共演
- 日立グループ「日立はすべてを、地球のために。」（2008年 - 2013年）
- 三井住友信託銀行（2012年 - ） - 三井住友信託さん 役
- ロッテ「極上比率」「ショコランタン」（2012年）
- KINTO（2019年）
- こども家庭庁「広げよう『里親』の輪」『いま、里親になろう！』（2023年 - ） ※夫人と共演[83]

### ミュージックビデオ
- ケツメイシ 『KETSUNOPOLIS 8』内収録「合わせた手のひらの間 - in between the two palms」（2012年12月） - 首相 役

## 受賞歴
- 1981年度
  - 第5回日本アカデミー賞 新人俳優賞（『青春の門』）
  - 第24回ブルーリボン賞 新人賞（『青春の門』）
- 1983年度
  - 第7回日本アカデミー賞 優秀助演男優賞（『魚影の群れ』『日本海大海戦 海ゆかば』）
- 1984年度
  - エランドール賞 新人賞
- 1994年度
  - 第18回日本アカデミー賞 最優秀主演男優賞（『忠臣蔵外伝 四谷怪談』）[84]
  - 第7回日刊スポーツ映画大賞・石原裕次郎賞 主演男優賞（『忠臣蔵外伝 四谷怪談』『トカレフ』）
  - 第16回ヨコハマ映画祭 助演男優賞（『トカレフ』）
- 1995年度
  - 第10回高崎映画祭 最優秀主演男優賞（『GONIN』）
- 2000年度
  - 第24回日本アカデミー賞 最優秀助演男優賞（『ホワイトアウト』）
  - 第15回高崎映画祭 最優秀助演男優賞（『顔』）
- 2002年度
  - 第12回日本映画批評家大賞 主演男優賞（『KT』『うつつ』）[85]
  - 第45回ブルーリボン賞 主演男優賞（『KT』『うつつ』）
- 2003年度
  - 第27回日本アカデミー賞 最優秀助演男優賞（『壬生義士伝』）[86]
- 2004年度
  - 第33回ベストドレッサー賞
- 2005年度
  - 第32回放送文化基金賞 出演者賞（『クライマーズ・ハイ 前編』）
- 2006年度
  - 第30回日本アカデミー賞 優秀助演男優賞（『THE 有頂天ホテル』）[87]
  - 第61回毎日映画コンクール 男優主演賞（『雪に願うこと』）
  - 第18回東京国際映画祭 最優秀主演男優賞（『雪に願うこと』）
- 2008年度
  - 東京ドラマアウォード2008 主演男優賞（『風の果て』『天国と地獄』『本当と嘘とテキーラ』）[88]
  - 第32回日本アカデミー賞 優秀主演男優賞（『ザ・マジックアワー』）[89]
- 2011年度
  - 第35回日本アカデミー賞 優秀助演男優賞（『最後の忠臣蔵』）[90]
- 2012年度
  - 第73回ザテレビジョンドラマアカデミー賞 助演男優賞（『鍵のかかった部屋』）
  - 第36回日本アカデミー賞 優秀助演男優賞（『あなたへ』『のぼうの城』）[91]
- 2015年度
  - 第40回報知映画賞 主演男優賞（『起終点駅 ターミナル』『愛を積むひと』）[92]
  - 第39回日本アカデミー賞 優秀主演男優賞（『起終点駅 ターミナル』）[93]
  - 第11回おおさかシネマフェスティバル 主演男優賞（『愛を積むひと』『起終点駅 ターミナル』）[94]
- 2016年度
  - 第29回日刊スポーツ映画大賞・石原裕次郎賞 主演男優賞（『64-ロクヨン- 前編 / 後編』） [95]
  - 第40回日本アカデミー賞 最優秀主演男優賞（『64-ロクヨン- 前編』）[96][97]
- 2020年度
  - 第44回日本アカデミー賞 優秀主演男優賞（『Fukushima 50』）[98]
- 2023年度
  - 第15回TAMA映画賞 最優秀男優賞（『キングダム 運命の炎』『ファミリア』『映画 ネメシス 黄金螺旋の謎』『春に散る』『せかいのおきく』『大名倒産』『仕掛人・藤枝梅安 第二作』）[99]
  - 第45回ヨコハマ映画祭 助演男優賞（『ファミリア』『仕掛人・藤枝梅安』『せかいのおきく』『愛にイナズマ』）[100]
  - 第66回ブルーリボン賞 助演男優賞（『せかいのおきく』『愛にイナズマ』）[101]
  - 第74回芸術選奨 映画部門 大臣賞（『せかいのおきく』『愛にイナズマ』『春に散る』）[102]